# Седнівська сільська рада
| Седнівська сільська рада — колишній орган місцевого самоврядування у Устинівському районі Кіровоградської області з адміністративним центром у с. Седнівка. Сільській раді підпорядковані населені пункти: - с. Седнівка - с. Переможне - с. Селіванове |

## Склад ради
Рада складається з 12 депутатів та голови.

### Керівний склад ради
| ПІБ                            | Основні відомості                                                                  | Дата обрання | Дата звільнення |
| ------------------------------ | ---------------------------------------------------------------------------------- | ------------ | --------------- |
| Король Володимир Володимирович | Сільський голова, 1950 року народження, освіта, член Соціалістичної партії України | 26.03.2006   | 31.10.2010      |
| Блажко Іван Григорович         | Сільський голова, 1959 року народження, освіта середня спеціальна                  | 31.10.2010   |                 |

Примітка: таблиця складена за даними джерела

## Населення
Згідно з переписом УРСР 1989 року чисельність наявного населення сільської ради становила 1003 особи, з яких 449 чоловіків та 554 жінки.
За переписом населення України 2001 року в сільській раді мешкали 843 особи.

### Мова
Розподіл населення за рідною мовою за даними перепису 2001 року:
| Мова       | Відсоток |
| ---------- | -------- |
| українська | 94,06 %  |
| вірменська | 1,19 %   |
| молдовська | 1,19 %   |
| російська  | 1,19 %   |
| білоруська | 0,24 %   |
| інші       | 2,13 %   |